# خطر واضح وحاضر (رواية)
خطر واضح وحاضر Clear and Present Danger هي رواية إثارة ساسية للكاتب الأمريكي توم كلانسي ونشرت في 17 أغسطس 1989. وهي رواية مكملة لرواية تكملة "كاردينال الكرملين" (1988).
ظهرت لأول مرة في المرتبة الأولى في قائمة أفضل الكتب مبيعًا في نيويورك تايمز . صور فيلم مقتبس منها بطولة هاريسون فورد وهو يمثل مرة أخرى دور جاك رايان، وصدر في 3 أغسطس 1994.

## القصة
يصبح جاك رايان نائبا لمدير وكالة المخابرات المركزية، ويكتشف أن زملائه يخفون عنه أنهم يخوضون حربا سرية ضد كارتل للمخدرات مقره في كولومبيا.